# Перловник
Перло́вник (лат. Mélica) — род длиннокорневищных трав семейства Злаки. Представители рода встречаются в регионах с умеренным климатом почти по всей планете.

## Название
Научное название рода — Melica — образовано от латинского mel (мёд) и объясняется сладковатым вкусом стеблей некоторых видов.
Есть предположение, что русское название рода — перловник — связано с белоплёнчатыми (похожими на «перлы» — жемчужины) краями колосковых чешуй.

## Ботаническое описание
Многолетние травы с длинным тонким корневищем.
Соцветия — плотные или кистевидные метёлки. Колоски обоеполые, с одним-тремя цветками, на верхушке несут булавовидный придаток из недоразвитых цветков. Колосковых чешуй две, они перепончатые, по длине равны цветковым. Нижняя цветковая чешуя выпуклая, со многими жилками.

## Использование
Некоторые виды — в первую очередь Melica altissima и Melica uniflora — используются в садоводстве как декоративные растения. Выведены сорта с разноцветными листьями, а также сорта с различной окраской колосков.

## Таксономия

### Виды
По информации базы данных The Plant List, род включает 92 вида. Виды, произрастающие на территории России и сопредельных стран, отмечены звёздочкой (*).
- Melica altissima L. * — Перловник высокий, или Перловник высочайший.
- Melica brasiliana Ard. — Перловник бразильский
- Melica californica Scribn. — Перловник калифорнийский
- Melica ciliata L. * — Перловник реснитчатый
- Melica lilloi Bech. — Перловник Лилло
- Melica micrantha Boiss. & Hohen. — Перловник мелкоцветковый

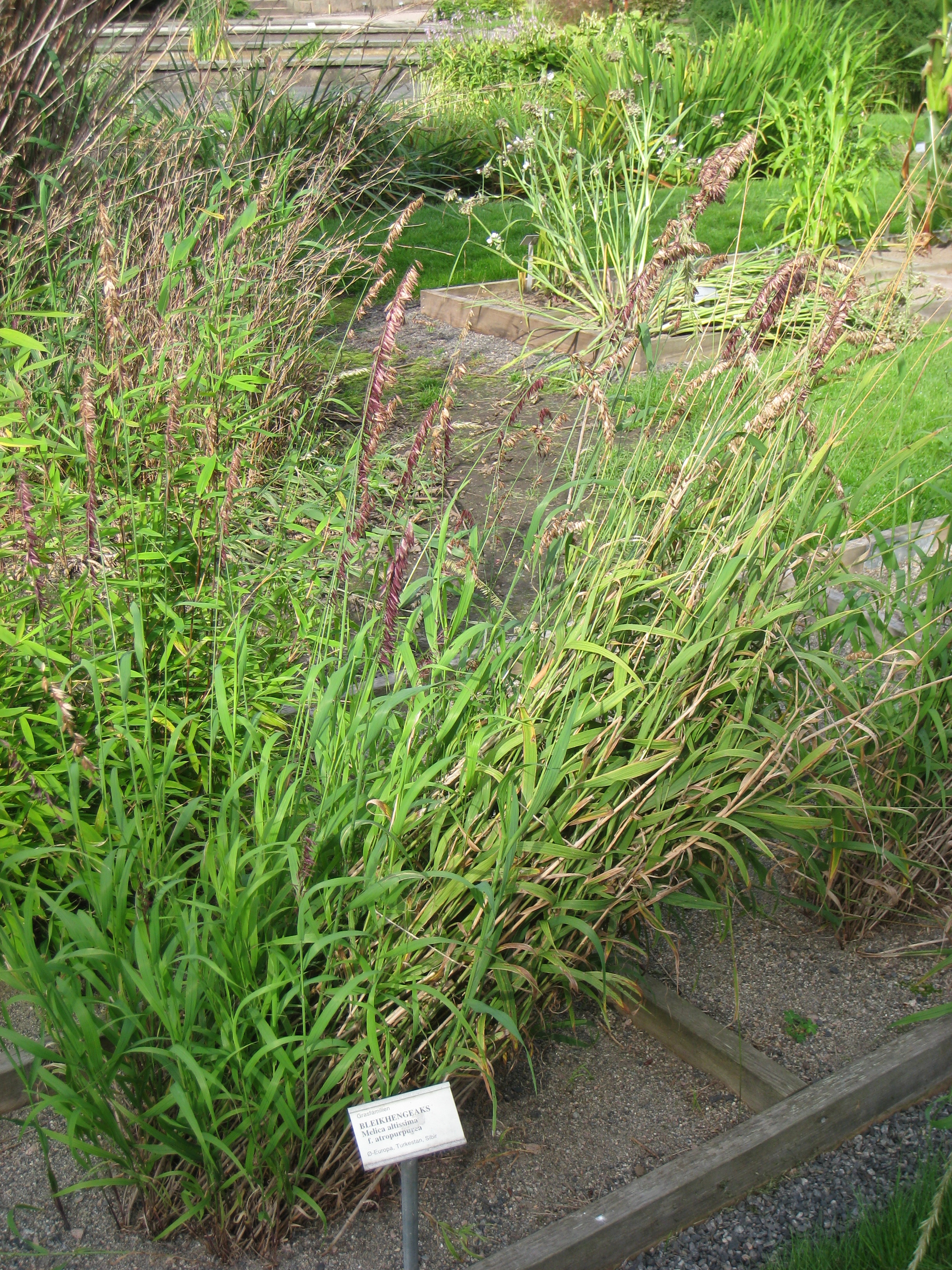
Один из сортов перловника высокого,, в ботаническом саду города Осло, Норвегия

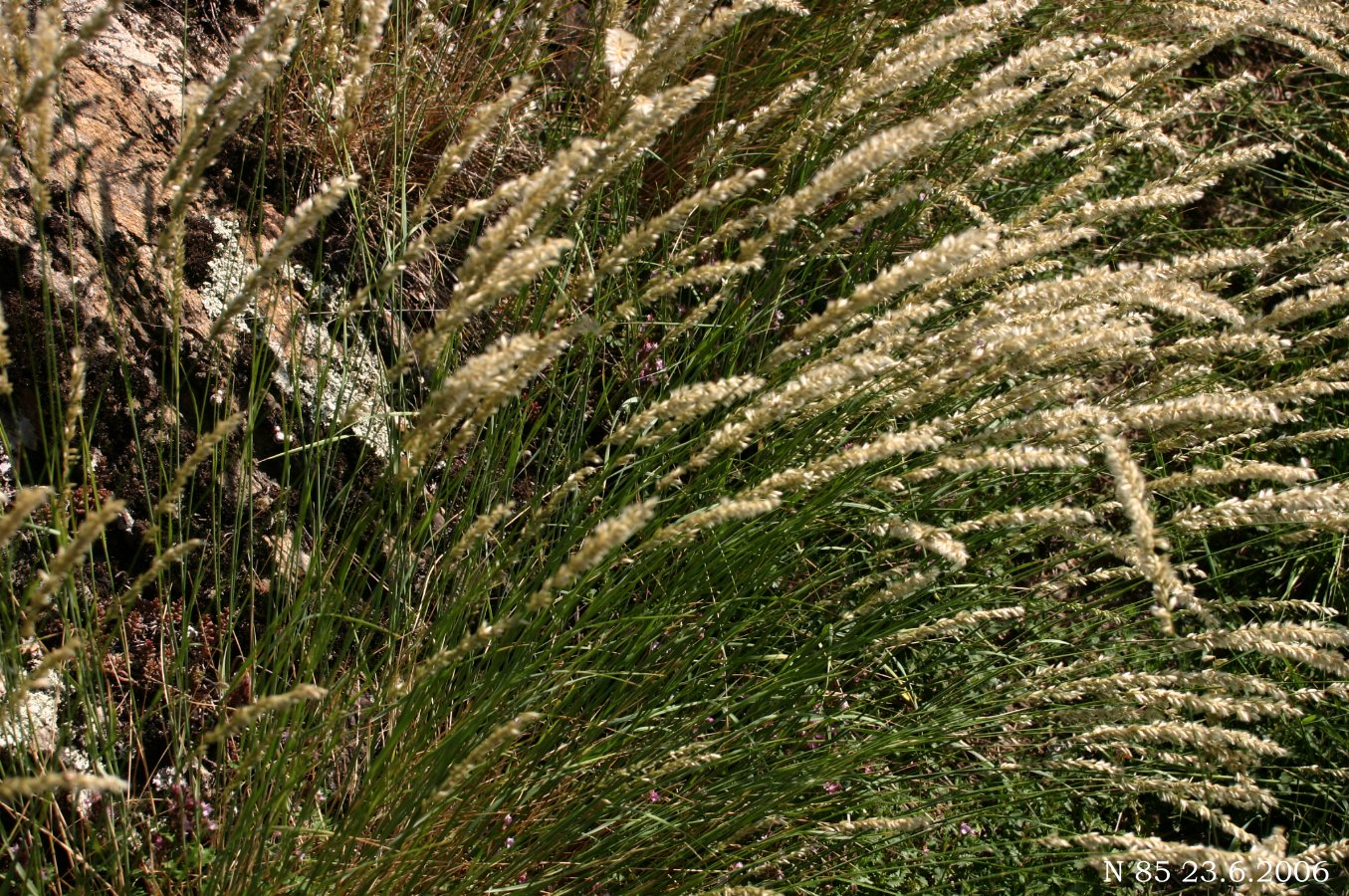
Перловник реснитчатый (Melica ciliata). Франция

- Melica nutans L. typus[5] * — Перловник поникший, или Перловник поникающий. Вид, наиболее широко распространённый на территории России.
- Melica persica Kunth * — Перловник персидский
- Melica picta K.Koch * — Перловник пёстрый
- Melica smithii (Porter ex A.Gray) Vasey — Перловник Смита
- Melica transsilvanica Schur * — Перловник трансильванский
- Melica turczaninowiana Ohwi * — Перловник Турчанинова
- Melica uniflora Retz. * — Перловник одноцветковый
- Melica virgata Turcz. ex Trin. * — Перловник прутовидный

### Синонимы
По данным GRIN, в синонимику рода Перловник входят пять названий:
- [syn.  Beckeria Bernh.]
- [syn.  Bromelica (Thurb.) Farw.]
- [syn.  Claudia Opiz]
- [syn.  Dalucum Adans.]
- [syn.  Verinea Merino]